# Helix (série télévisée)
Pour les articles homonymes, voir Helix.
Helix est une série télévisée américaine en 26 épisodes de 42 minutes créée par Cameron Porsandeh, et diffusée du 10 janvier 2014 au 10 avril 2015 sur Syfy et en simultané sur Showcase au Canada.
En France, la série est diffusée depuis le 6 mai 2014 sur Syfy France, en Belgique depuis le 4 mai 2014 sur BeTV[réf. souhaitée] et depuis le 28 novembre 2019 sur RTLPlay. Au Québec à partir du 22 août 2017 sur Ztélé. Néanmoins, elle reste inédite dans les autres pays francophones.

## Synopsis
Saison 1 : C'est un dark thriller racontant les aventures d'une équipe de scientifiques dans une base de l'Arctique.
Ils enquêtent sur la possible éruption d'une épidémie catastrophique pour l'humanité et se retrouvent eux-mêmes à se battre pour leur survie.
Saison 2 : Environ un an et demi après, les personnages de la saison 1 doivent désormais se battre contre une nouvelle épidémie qui peut toucher tous les humains. Note : le compteur de jour est remis à 1.
Helix serait une référence à la double hélice de l'ADN.

## Distribution

### Acteurs principaux
- Billy Campbell (VFB : Philippe Résimont) : Dr Alan Farragut
- Kyra Zagorsky (VFB : Valérie Muzzi) : Dr Julia Walker
- Mark Ghanimé (VFB : Michelangelo Marchese) : Major Sergio Balleseros
- Matt Long (VFB : Simon Duprez) : Dr Kyle Sommer (saison 2)

### Acteurs secondaires
- Hiroyuki Sanada (VFB : Karim Barras) : Dr Hiroshi Hatake (Principal saison 1)
- Jordan Hayes (VFB : Sophie Frison) : Dr Sarah Jordan
- Neil Napier (VFB : Erwin Grünspan) : Dr Peter Farragut
- Meegwun Fairbrother (VFB : Nicolas Matthys) : Daniel Aerov et Tulok
- Luciana Carro (VFB : Mélanie Dermont) : Anana
- Amber Goldfarb : Jay et Jane Walker
- Catherine Lemieux (VFB : Marie-Noëlle Hébrant) : Dr Doreen Boyle
- Jeri Ryan (VFB : Colette Sodoyez) : Constance Sutton (saison 1)
- Robert Naylor (VFB : Gauthier de Fauconval) : la Faucille (saison 1)
- Julian Casey (VFB : Sébastien Hébrant) : Dr Victor Adrian (saison 1)
- Patrick Baby (VFB : Patrick Brüll) : Dr Philippe Duchamp (saison 1)
- Chimwemwe Miller (VFB : Claudio Dos Santos) : Dr Joel Haven (saison 1)
- Miranda Handford : Dr Rae Van Eigem (saison 1)
- Leni Parker : Dr Tracey (saison 1)
- Vitali Makarov : Dr Dimitri Marin (saison 1)
- Alain Goulem (de) : Dr Bryce (saison 1)
- Tamara Brown : Dr Sulemani (saison 1)
- Eric Davis : Dr Graf (saison 1)
- Alexandra Ordolis (VFB : Séverine Cayron) : Blake (saison 1)
- Helen Koya : Théa et Willa (saison 1)
- Christian Jadah (VF : Stany Mannaert) : lieutenant Klein (saison 1)
- Anders Yates : Gunnar (saison 1)
- Steven Weber (VFB : Franck Dacquin) : Frère Michael (saison 2)
- Alison Louder (VFB : Helena Coppejans) : Sœur Amy (saison 2)
- Severn Thompson (VFB : Claire Tefnin) : Sœur Anne (saison 2)
- Clare Coulter : Sœur Agnes (saison 2)
- Sean Tucker : Landry (saison 2)
- Jim Thorburn : Caleb (saison 2)
- Sarah Booth : Olivia (saison 2)
- Cameron Brodeur : Soren (saison 2)
- Kayla DiVenere : Lizzie (saison 2)
- Patricia Summersett : Lieutenant Winger (saison 2)
- Julian Bailey : Lieutenant Humphries (saison 2)
- Matthew Kabwe : Maxwell (saison 2)
- Cristina Rosato : Leila Weisner (saison 2)

- Version française
  - Société de doublage : TVS - Belgique[7]
  - Direction artistique : Daniel Nicodème[7]
  - Adaptation des dialogues : Philippe Lebeau, Dorina Hollier, Hélène Grisvard et Dimitri Botkine[7]

Source VF : Doublage Séries Database

## Développement

### Production
Le projet a débuté en décembre 2012, et Syfy a commandé treize épisodes en mars 2013.
Le tournage a débuté à la fin juillet 2013 à Montréal, au Canada.
Le 28 mars 2014, la série a été renouvelée pour une deuxième saison.
Le 29 avril 2015, la série est officiellement abandonnée.

### Attribution des rôles
La distribution des rôles a débuté en juillet 2013, dans cet ordre : Billy Campbell, Hiroyuki Sanada, Kyra Zagorsky et Mark Ghanimé, Jordan Hayes, Meegwun Fairbrother, Catherine Lemieux et Neil Napier. En octobre 2013, Jeri Ryan obtient un rôle récurrent.
Pour la deuxième saison, Matt Long rejoint la distribution principale alors que Steven Weber décroche un rôle récurrent.

### Fiche technique
- Scripteur du pilote : Cameron Porsandeh
- Réalisateur du pilote : David Slade
- Producteurs exécutifs : Ronald D. Moore, Lynda Obst, Steven Maeda et Cameron Porsandeh
- Société de production : Sony Pictures Television

## Épisodes

### Première saison (2014)
1. Épidémie (Pilot)
2. Vecteur (Vector)
3. Le Niveau R (274)
4. Séquence inconnue (Single Strand)
5. La Chambre blanche (The White Room)
6. Souvenirs (Aniqatiga)
7. Survivante zéro (Survivor Zero)
8. Familles décomposées (Ultra)
9. Niveau X (Level X)
10. Échelon (Fushugi)
11. Pluie noire (Black Rain)
12. La Vengeance de la Faucille (The Reaping)
13. Dans l'ombre (Dans l'ombre)

Source des titres français : Syfy.fr

### Deuxième saison (2015)
Elle a été diffusée à partir du 16 janvier 2015.
1. San José (San Jose)
2. Retrouvailles (Reunion)
3. Scion (Scion)
4. L'Héritage (Densho)
5. L'Affrontement (Oubliette)
6. Tyrannie (M.Domestica)
7. Solutions radicales (Cross-Pollination)
8. Écrémage (Vade In Pace)
9. Ectogenesis (Ectogenesis)
10. Les Racines du mal (Mother)
11. Plan B (Plan B)
12. Ascendance (The Ascendant)
13. Merveilleux nouveau-monde (O Brave New World)

## DVD (France)
La série est sortie en France chez l'éditeur Sony Pictures Entertainment :
- Intégrale saison 1 en coffret 3 DVD et coffret 3 BLU RAY le 2 juillet 2014 avec copie digitale intégrée contenant la version originale sous-titrée mais aussi la version française. De nombreux suppléments sont aussi présents (Featurettes, commentaires audio, scènes inédites, interviews des acteurs et de producteurs, etc.) (ASIN B00JEYYW84) pour les blu-ray, (ASIN B00JEYYV8K) pour les DVD.

- Intégrale saison 2 en coffret 3 DVD et coffret 3 BLU RAY le 8 juillet 2015 avec copie digitale intégrée contenant la version originale sous-titrée amis aussi la version française. Pas de suppléments sur le coffret DVD, par contre des scènes inédites sont contenues dans le coffret BLU RAY. (ASIN B00WRI4DCY) pour les blu-ray, (ASIN B00WRI4E5A) pour les DVD.

- Intégrale de la série en coffret 6 DVD et coffret 6 BLU RAY le 5 octobre 2015 contenant les mêmes spécificités techniques que les coffrets précédents. (ASIN B00ZJR4KXC) pour les blu-ray, (ASIN B00ZJR4KSW) pour les DVD.